# 广叶荚蒾
广叶荚蒾（学名：Viburnum amplifolium）为五福花科荚蒾属的植物，是中国的特有植物。分布在中国大陆的云南等地，生长于海拔1,000米至2,000米的地区，多生在杂木林及溪涧旁灌丛中，目前尚未由人工引种栽培。

## 别名
宽叶荚蒾（拉汉种子植物名称）